# Gueorgui Ievseïev
Gueorgui Ievseïev est un solutionniste d'échecs russe  (né le 28 mai 1962. Au 1er juillet 2020, il est numéro un au classement mondial des solutionnistes.

## Biographie et carrière
Gueorgui Ievseïev a remporté quatre fois le championnat du monde des solutionnistes de problèmes d'échecs (en 1989, 1990, 1991 et 1998), ce à quoi s'ajoutent quatre titres par équipes avec l'Union soviétique (en 1989, 1990 et 1991) et la Russie (en 1999). Il est également champion d'Europe de solutions en 2015.
Il est grand maître international de résolution de problèmes d'échecs depuis 1991.
Il a également remporté le championnat du monde de composition d'échecs par équipes au sein de l'équipe russe à quatre reprises :
- WCCT 6 (1998-2000)
- WCCT 7 (2003-2004)
- WCCT 8 (2007-2008)
- WCCT 9 (2012-2013)[4].